# Gigantodax basinflatus
Gigantodax basinflatus är en tvåvingeart som beskrevs av Peter Wolfgang Wygodzinsky och Coscaron 1989. Gigantodax basinflatus ingår i släktet Gigantodax och familjen knott.
Artens utbredningsområde är Colombia. Inga underarter finns listade i Catalogue of Life.